# 素齋

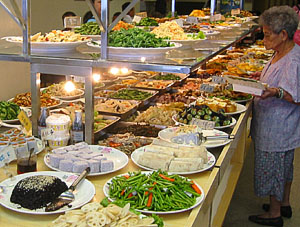
素齋的自助餐

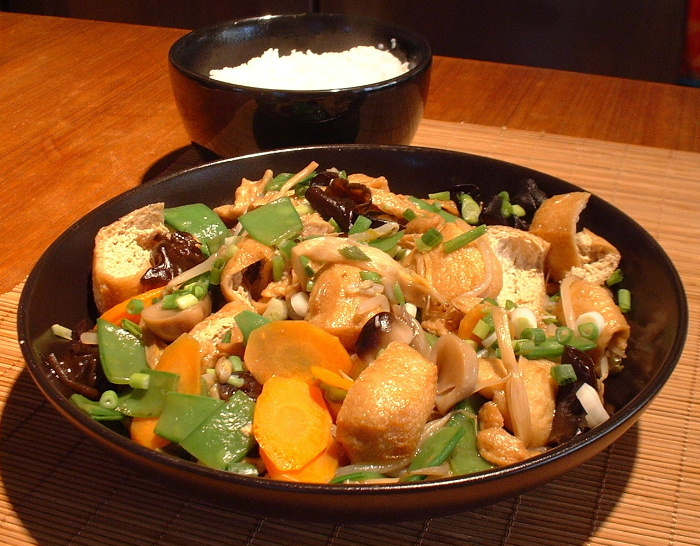
羅漢齋

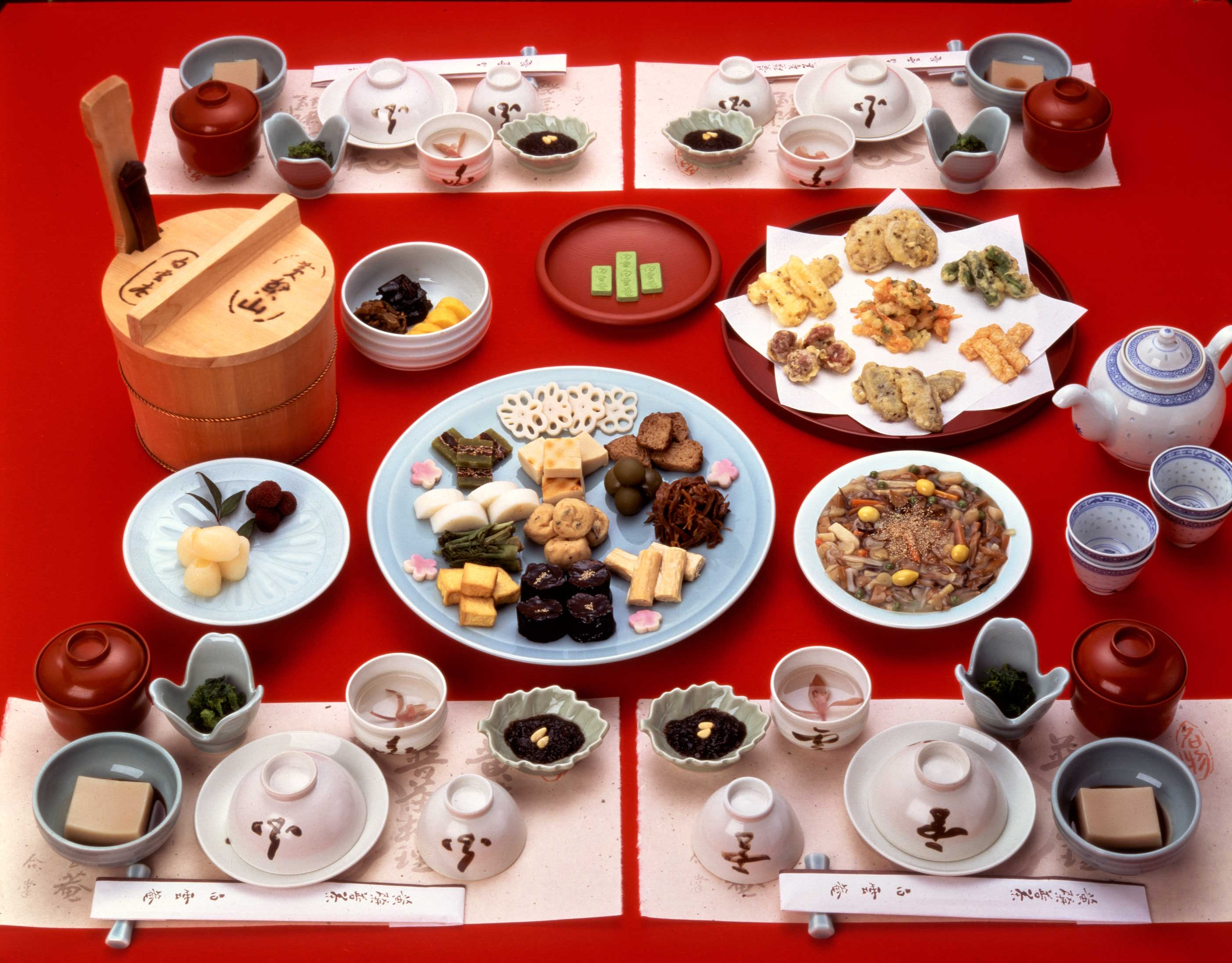
日本稱為普茶料理

素齋屬中華料理範疇，為了適應佛教傳入中國後教徒被禁止吃肉的情况而產生的廚藝，使用葱、蒜、韭等五辛之外的植物食材做出最大程度的變化，甚至做出仿肉類食物的外觀和口感，久而久之形成一門技藝，日本稱為。
菜色中包括各種蔬菜、菇菌、豆製品（有時也有蛋，容納蛋奶素者），素齋一度成為宮廷料理中的一門技藝，以配合皇族中佛教徒，也逐漸流傳到朝鮮半島、日本、東南亞等地。